# 男体山
男体山（なんたいさん）は、栃木県日光市にある標高2,486 mの火山である。山体は日光国立公園に属す。日本百名山のひとつ。日光二荒山神社の境内地で冬季入山禁止（霊峰男体山の登拝期間は、毎年5月5日から10月25日までであったが、2019年より4月25日から11月11日までに延長された）。

## 概要
栃木県の中西部、日光市街地からいろは坂を登った、中禅寺湖の北岸に位置する。関東地方有数の高山であり、成層火山らしい円錐形の大きな山体は関東一円からよく望まれる。古くから山岳信仰の対象として知られ、山頂には日光二荒山神社の奥宮が置かれている。また、一等三角点「男体山」（標高 2484.15 m）が設置されている。
男体山は、日光表連山の女峰山、大真名子山、小真名子山等と並び、日光連山を代表する山であり、周辺の観光地の中禅寺湖、戦場ヶ原や奥日光のランドマーク的存在である。
山名は、東北側の山続きの女峰山との対で付けられたものと考えられる。男女一対の山には、他地域にも多くの例があるが、男体山と女峰山は、その間に大真名子山、小真名子山という二つの「愛子」を抱え、男体山の北には太郎山を擁し、火山一家を成しているところが特徴的である。

## 地学的特長

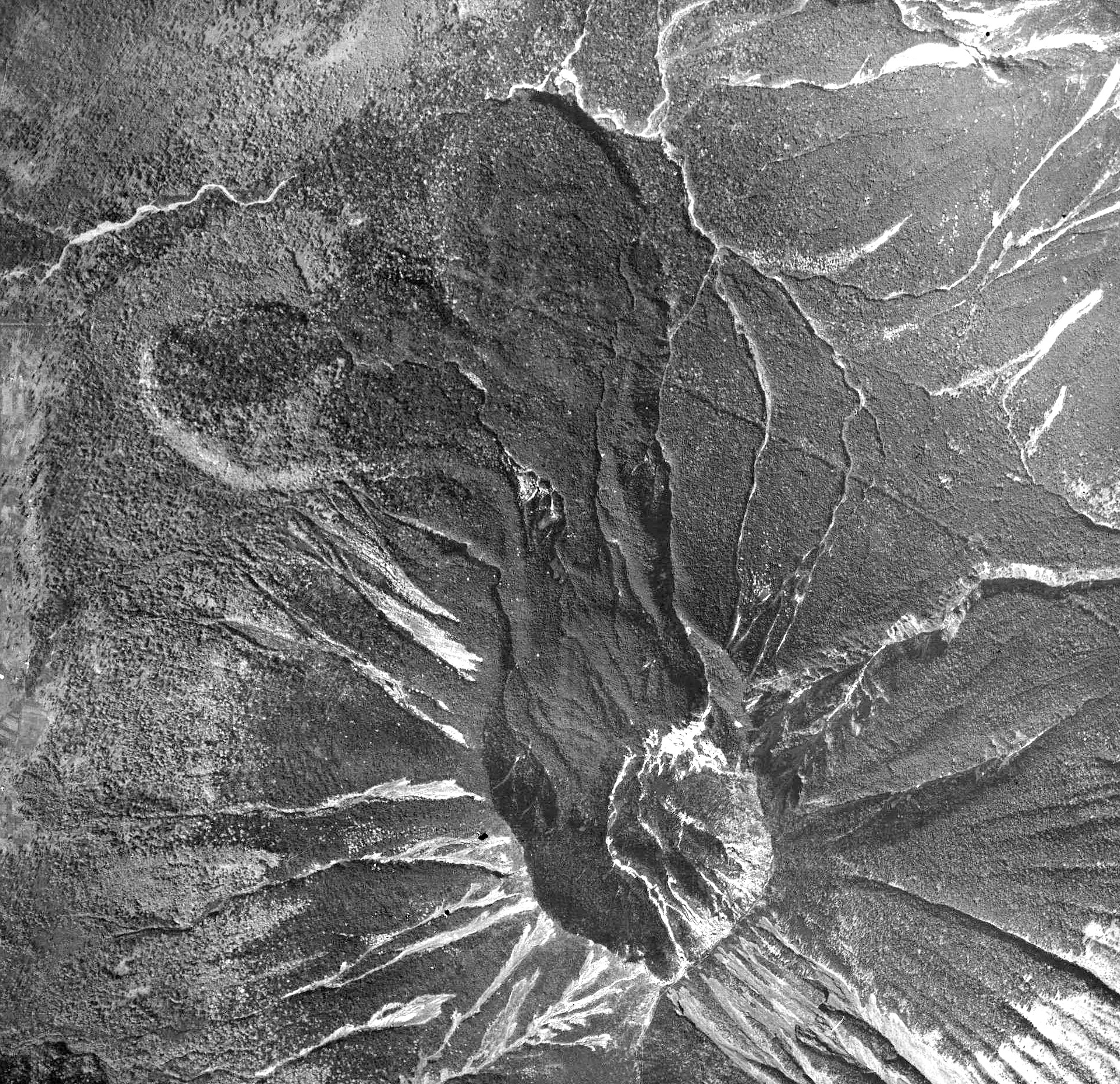
航空写真。馬蹄形の火口と御沢溶岩流。

東北日本弧の火山フロント付近に位置する中型の成層火山である。日光火山群に属し、約3万年前から安山岩からデイサイト（SiO2：52.6-67.5 %）を噴出する活動をおこなっている。
基底径約6 km、基底からの比高約1,200 mの円錐形の火山体をもち、山頂には直径約1 kmほどの北に開いた馬蹄形の火口がある。これは火口の北側が崩壊したことによる。その後の噴火で、この火口から厚い御沢溶岩流が北西麓まで形成されている。
男体山からの幾度もの溶岩流により湯川が堰き止められ、中禅寺湖や戦場ヶ原が形成された。後者はかつての堰止湖である。これらの流出口には日本三大瀑布として知られる華厳滝や、竜頭の滝などが形成されている。
従来、男体山の最後の噴火は約14,000年前だとされていたが、山頂の噴出物の調査により約7,000年前にも噴火があったことが2008年になって判明し、定義に当てはまることから2017年6月の火山噴火予知連絡会会合において活火山に分類された。

## 歴史

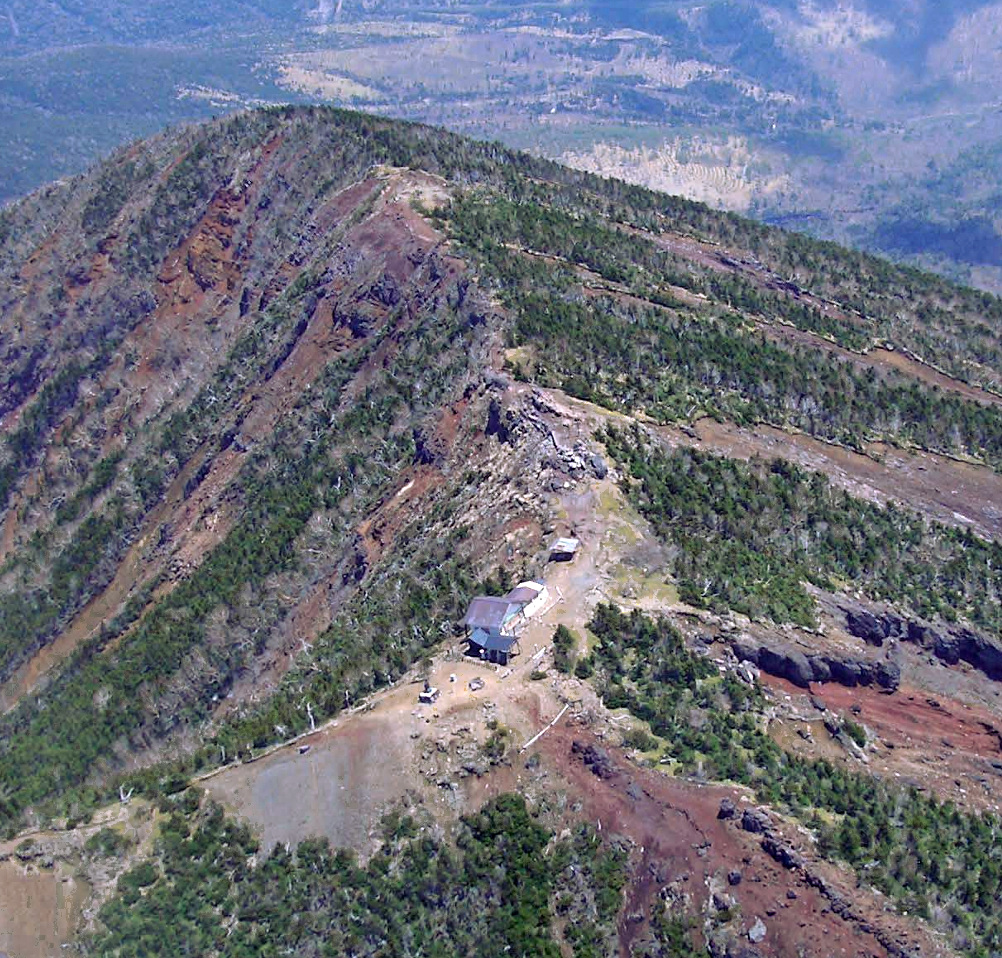
山頂の空撮。最高地点は中心あたり。左側が主火口の凹地。

### 初登頂
男体山の初登頂は782年（天応2年）に僧勝道上人によって成し遂げられた。この登山については僧空海の記した『性霊集』に詳細が述べられている。この時期の初登頂記録としては最も実証性があるものといわれる。
勝道は、「われもし山頂にいたらざれば、菩提にいたらず」、つまり山頂に達することが自分の悟りを開くと考え、前人未到の男体山への登頂を志した。また、釈迦が雪山で苦行をしたという前例から、あえて残雪期の登山を選んだ。勝道の登頂初挑戦は767年（神護景雲元年）4月上旬であったが、嵐にあって撤退を余儀なくされた。2回目は781年（天応元年）4月上旬、またしても悪天候により失敗した。そして翌年にその宿願を果たした。

### 江戸時代
植田孟縉の著書『日光山志』には、男体山や女体山の高峰から鉄製の銚子状のものが飛来する「飛銚子」（とびちょうし）と呼ばれる怪異が述べられている。山の修行者がよく見かけたといわれ、山鬼が玩具にしていた物ともいう。
冬、栃木県平地部に吹く冷たい乾燥した北風を男体山若しくはその別称である二荒山の文字を取り「二荒おろし」あるいは「男体おろし」と呼ぶが、江戸時代末期に編纂された橘守部家集に「下毛（しもつけ）や 二荒嶺（ふたらね）おろし 小夜更けて 月影すごき 那須の篠原」とあるのが記録上の初出である。

### 明治以後
明治時代に新政府によって書かれた『下野國誌』には、「黒髮山（クロカミヤマ） 都賀郡、日光山の奧にあり、當國第一の高山にて、遙に武藏、下總、常陸等の國々よりもみゆるなり、世俗は男體山とも呼なり」とあり、男体山が当時から栃木県内第一の山で、現在の埼玉県、東京都、茨城県からも見えたと認識されていたことが分かる。
1877年、山頂にある日光二荒山神社奥宮に、結城市（茨城県）のとある人から鉄の剣（長さ約3.5 m、幅15 cm）が奉納された。
1975年（昭和50年）、勝道上人の初登頂から1200年を記念して、山頂の日光二荒山神社奥宮に高さ約2 mの御影石から成る石鳥居が建立された。
2003年10月、国土地理院の調査の結果、男体山の標高は従来いわれていた「2,484 m」ではないとわかり、三角点から南西に約11.2 mに位置する岩場が「2,486 m」の最高標高地点であるとされた。なお、男体山は栃木県民の歌にも登場する、栃木県を代表する山であり、県民は男体山の標高を栃木県の西の端にあることから、標高を2484（にしっぱし）と呼んで覚えていた。

### 東日本大震災

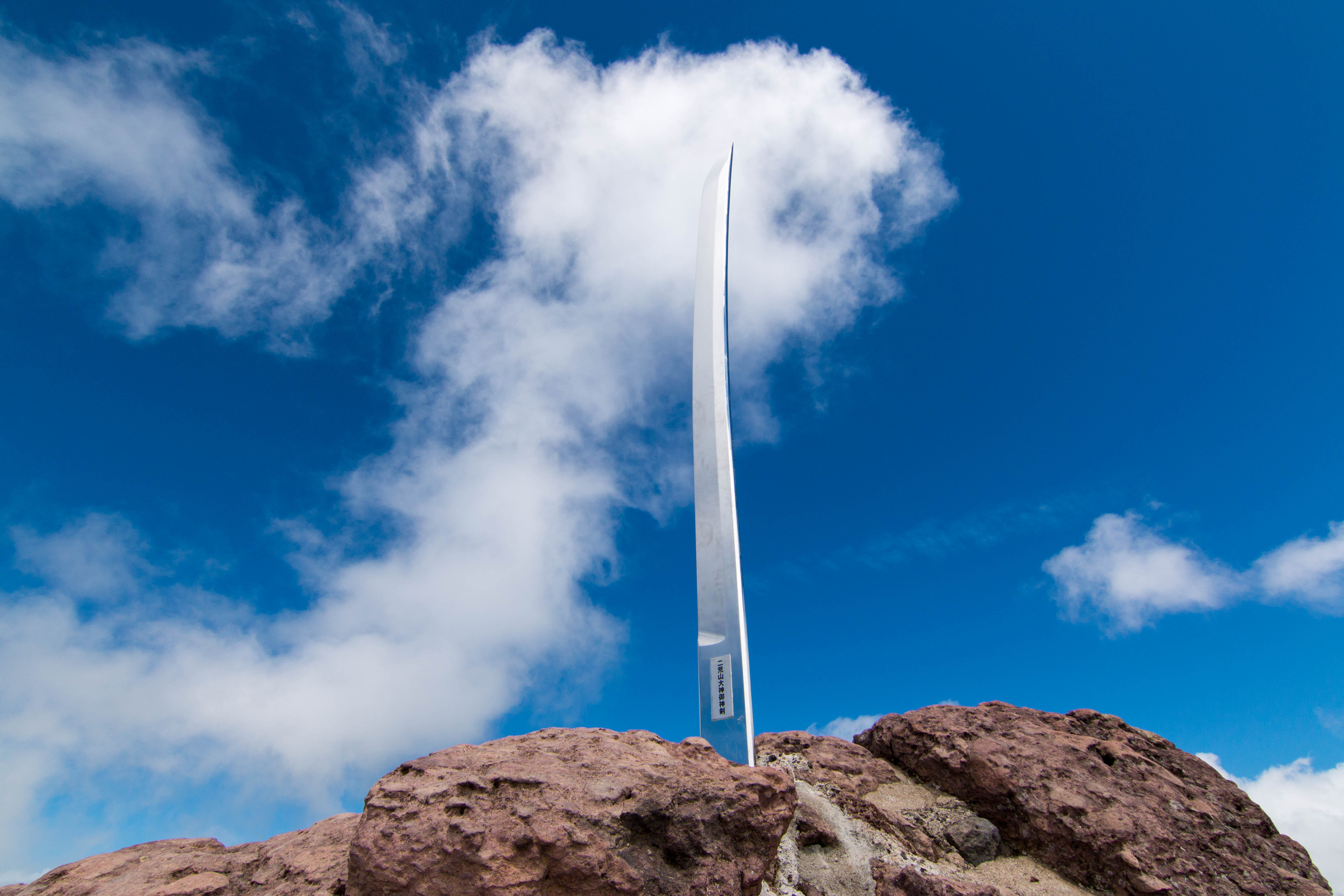
山頂の奥宮の剣、2015年

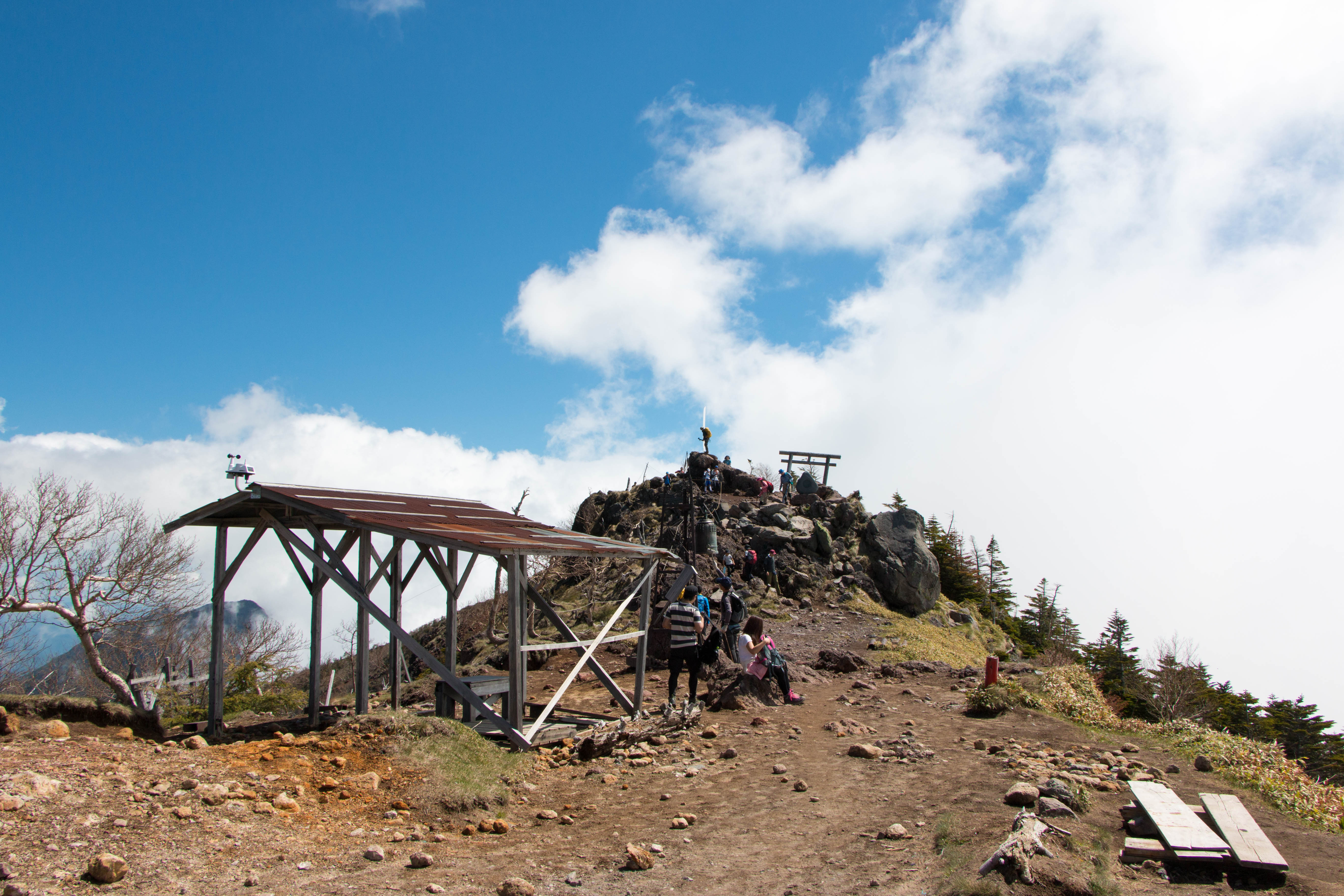
山頂、2015年。

2011年（平成23年）3月11日に東日本大震災が発生した後、同年4月下旬に日光二荒山神社の神職が男体山山頂にある奥宮の石鳥居が倒壊しているのを発見した。当初、神社は石鳥居を再建しようとしたが、石材の運搬等に数百万円を超える費用を要する見込だったために断念していたところ、同年秋に日光市の男性から、以前と同じ大きさで檜製の鳥居を奉納したいと申し出があり、鳥居の再建が進められることとなった。
2012年3月には、同じく山頂の奥宮にあった鉄の剣が腐食によって根元の部分から折れているのが発見された。当初は接着して修復することも検討されたが、再び折れる危険もあり、断念された。この折れた剣は神社の倉庫で保管されているという。
2012年10月13日、分解された状態で山頂に運んで組み立てる方式で奥宮の鳥居は檜製として再建された。このとき、折れた鉄の剣についても、下野市の男性から奉納されたステンレス製の剣が設置されることとなった。こうして、倒壊した2つのシンボルが同時に復活することとなった。

## 登山

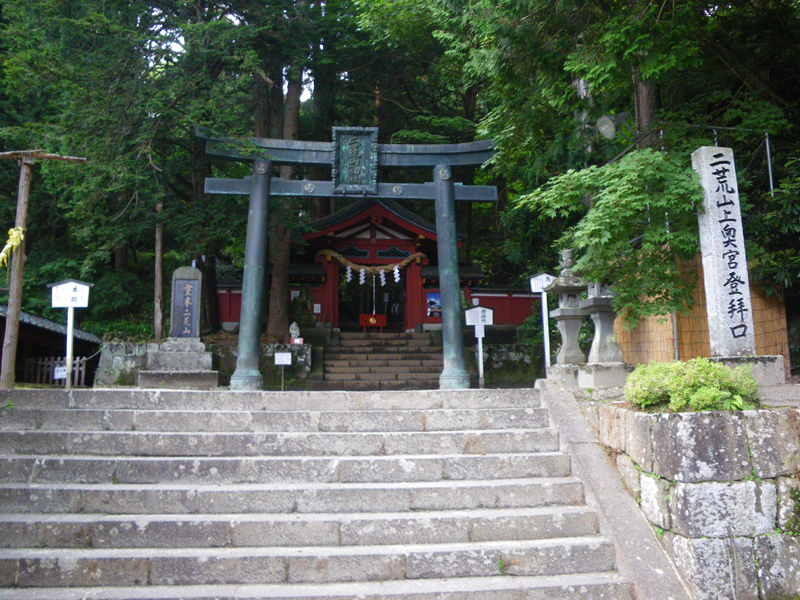
登山口となっている日光二荒山神社の中宮祠の登拝門。この先は山頂へと向かう階段が続いていく。

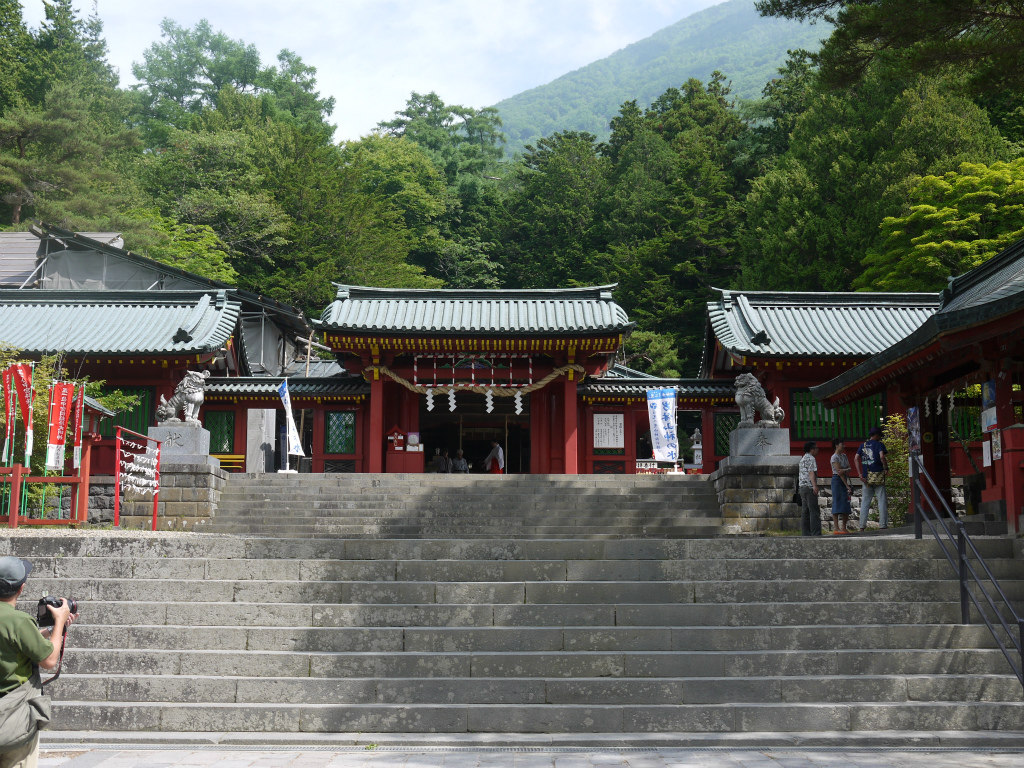
日光二荒山神社中宮祠の中門

南麓の湖畔にある日光二荒山神社の中宮祠から登山するコースが一般的である。コースタイムは登りが3時間50分、下りが2時間30分。中宮祠で入山料を収め、簡単な説明を受けると、安全を祈願したお守りがもらうことができる。なお、日光二荒山神社の本社は全く別のところにある。
中宮祠と男体山頂上の間には、1合目に遙拝所、4合目に石鳥居、8合目に瀧尾神社、山頂に日光二荒山神社奥宮と太郎山神社、および二荒山大神像がある。3合目と4合目の間は30分ほど車道を歩くことになる。中宮祠までは、東武日光駅から東武バスが出ており、所要時間は53分ほど。

## 画像解説

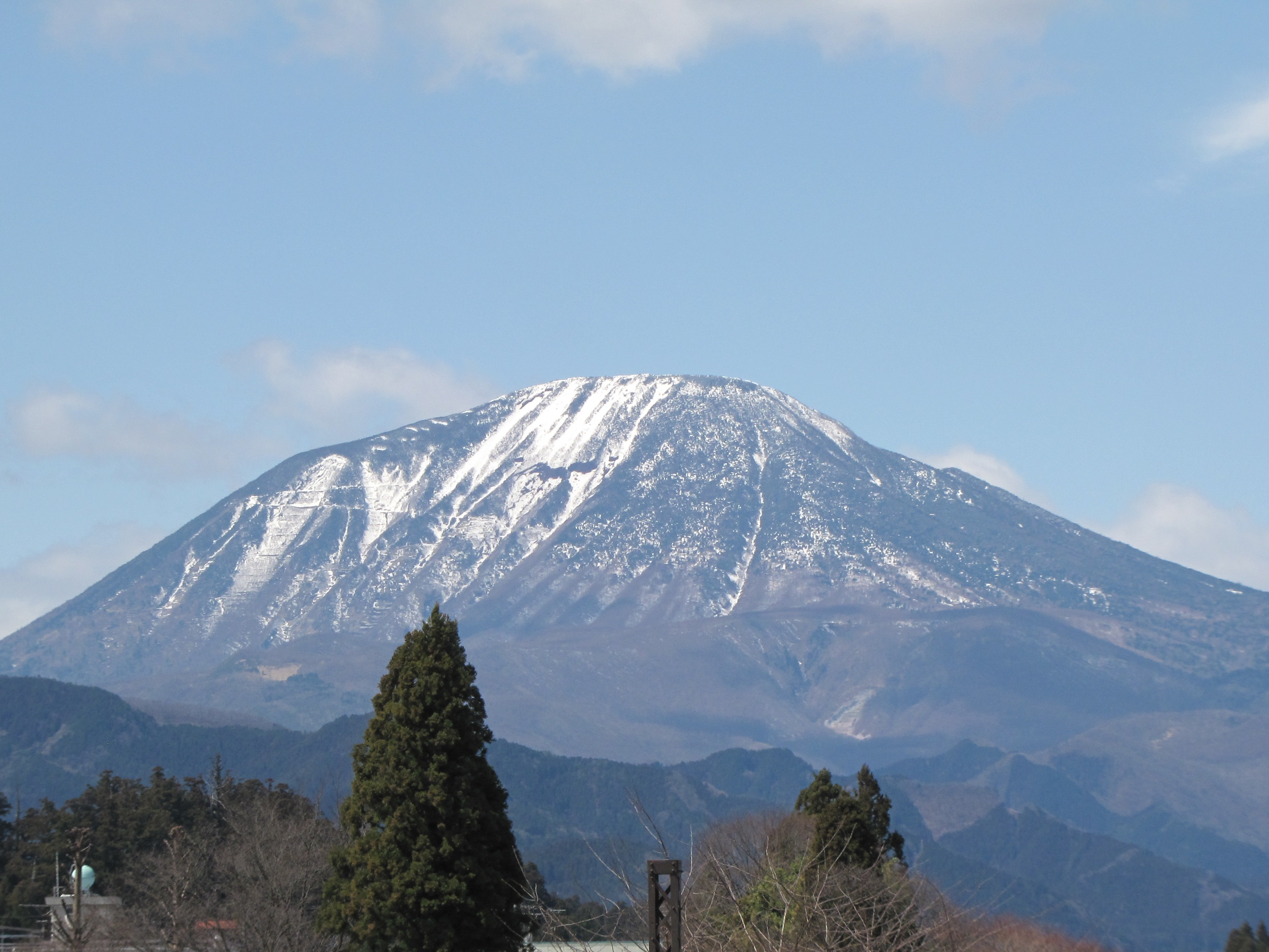
東（日光市街）から望む
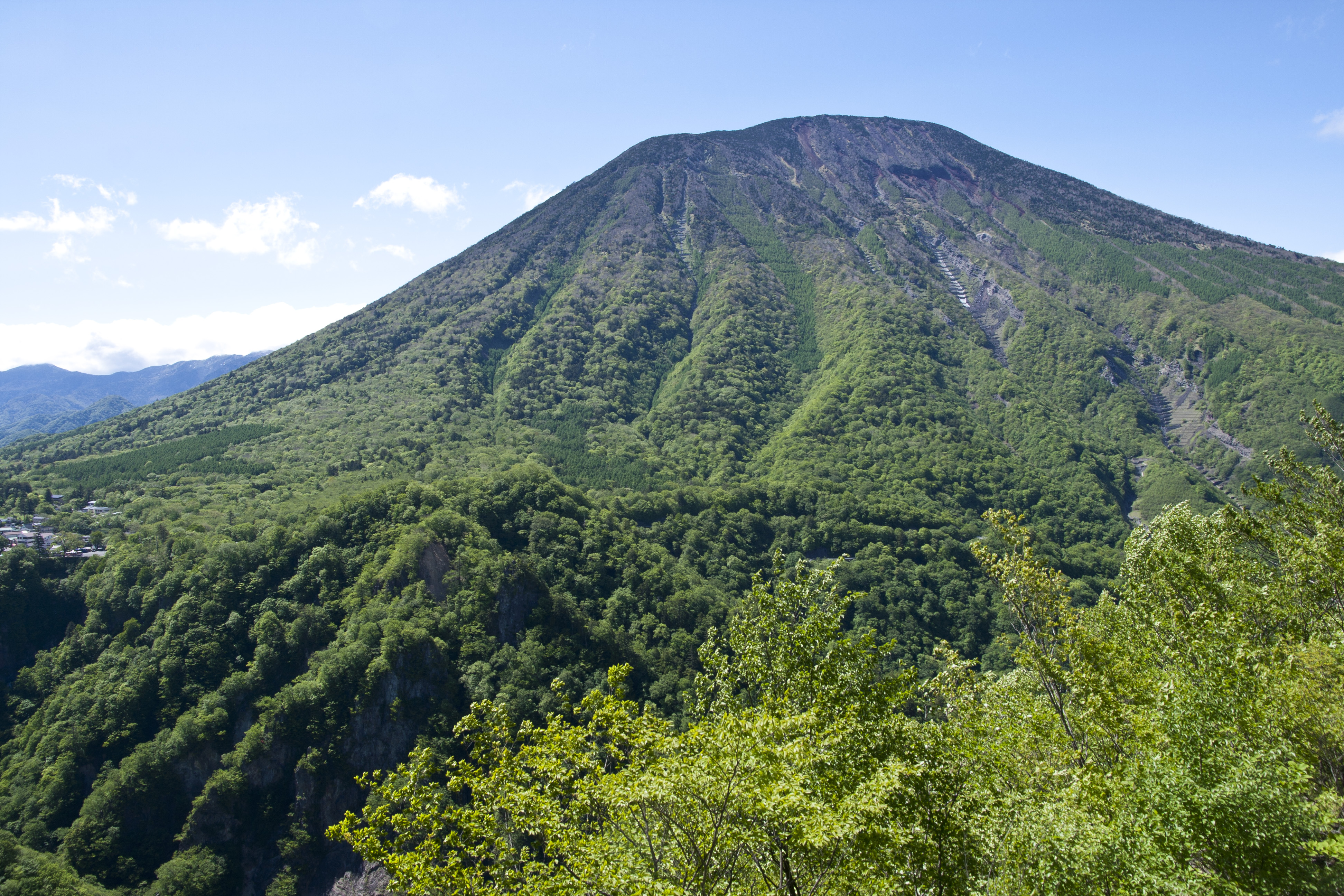
南東（明智平）から望む
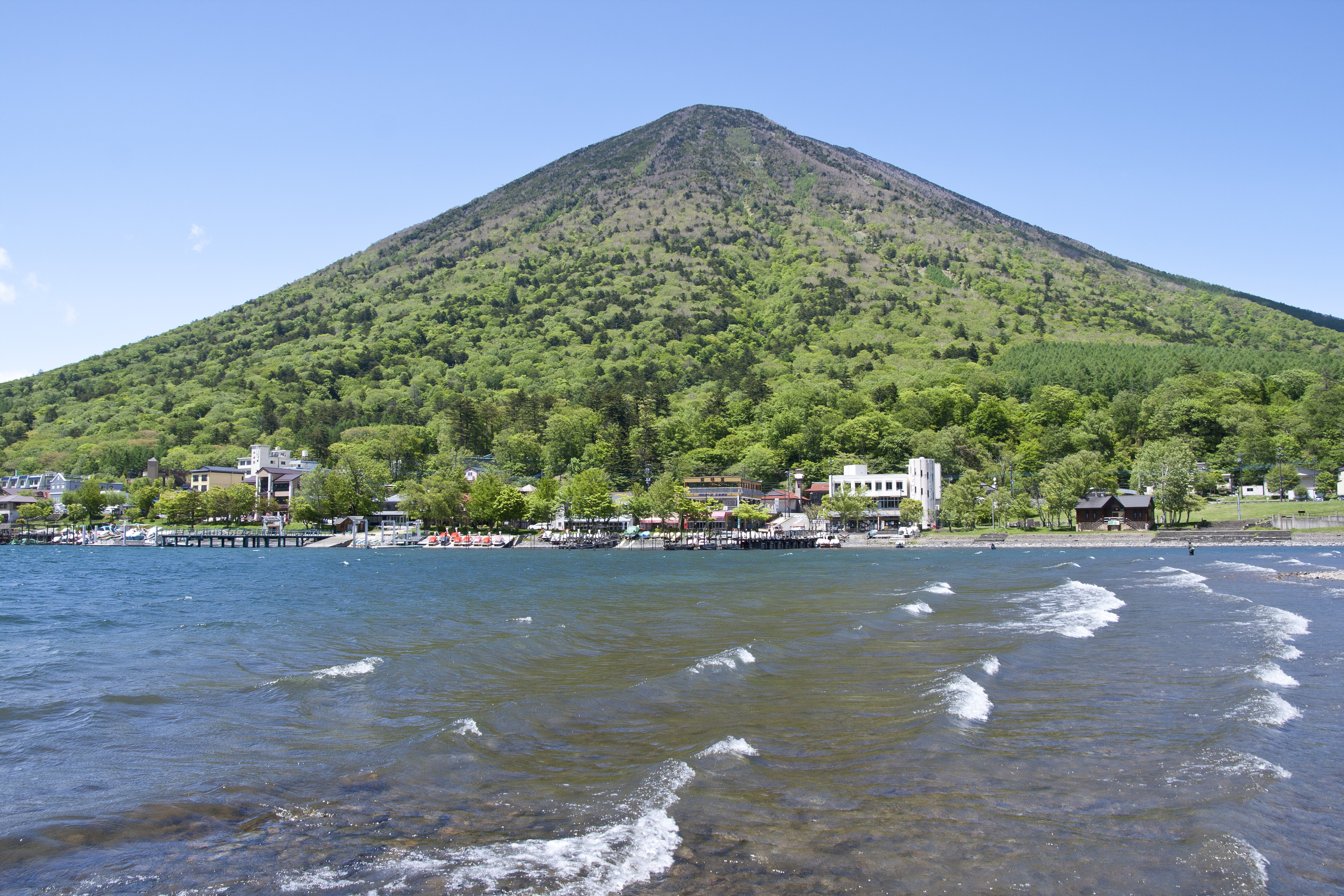
南から望む
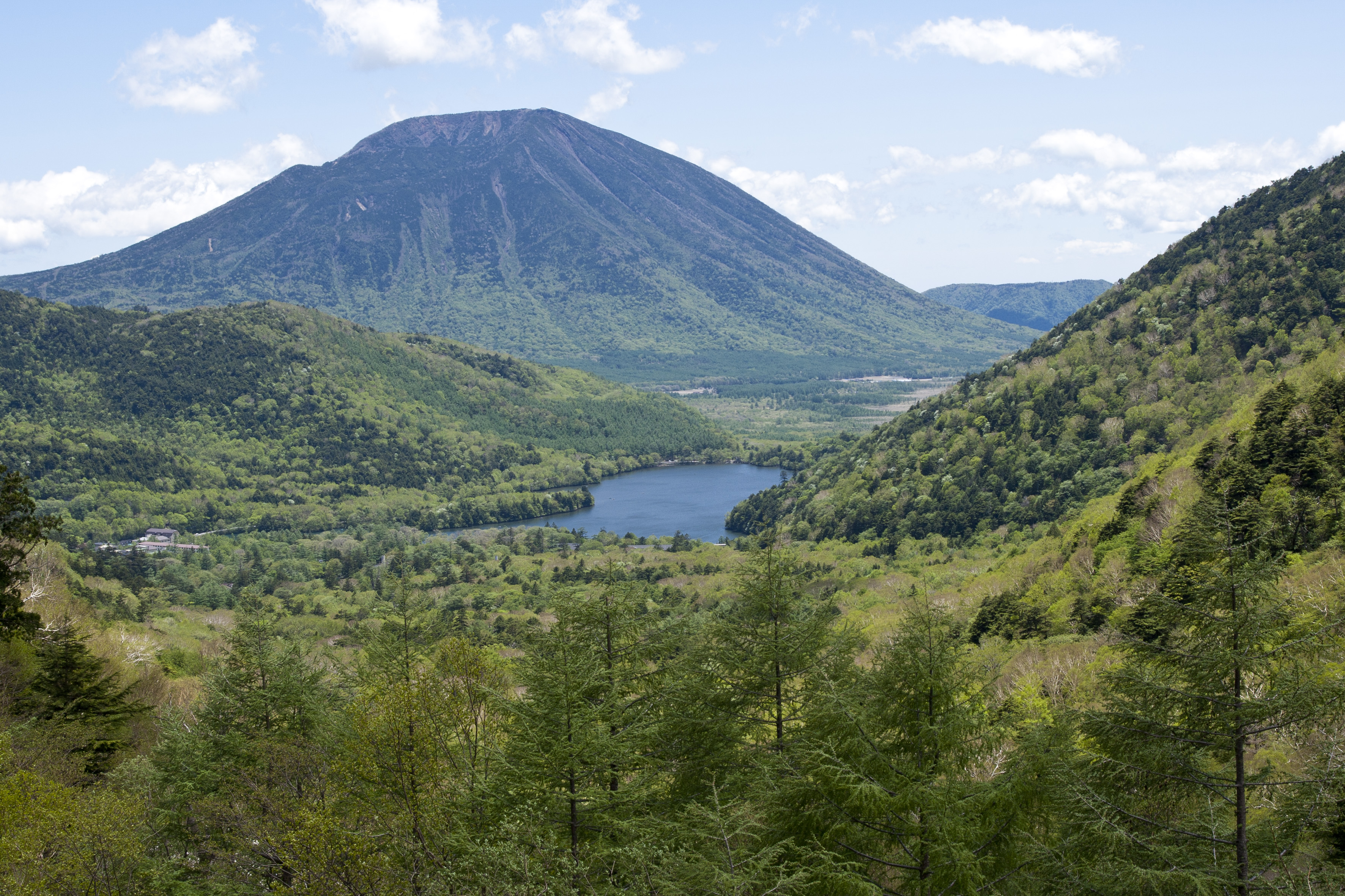
北西から
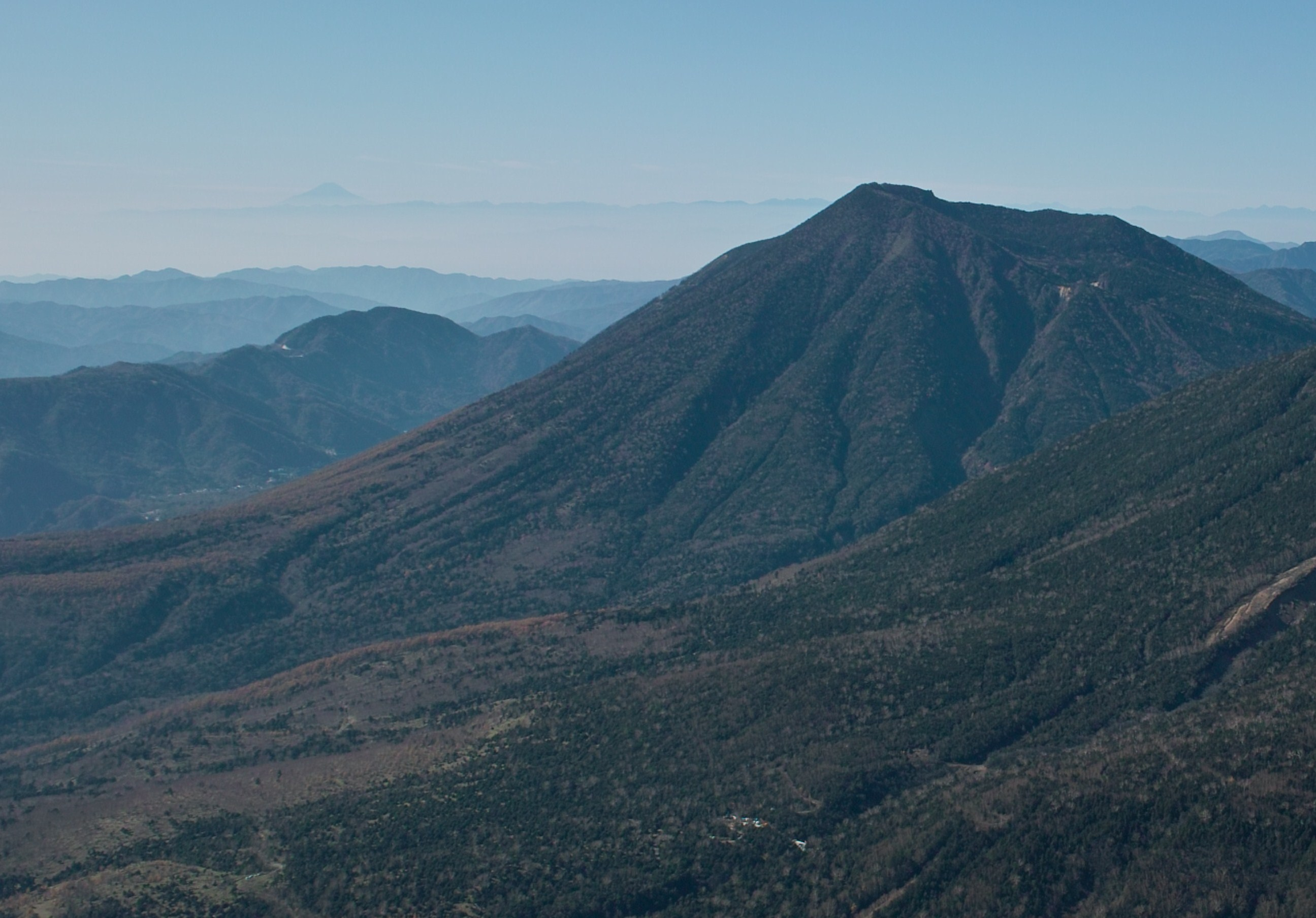
北東から